# Proteina legante l'RNA FUS/TLS
La proteina legante l'RNA FUS/TLS (fusa nel sarcoma/traslocata nel sarcoma) è una proteina che negli esseri umani è codificata dal gene FUS .

## Scoperta
La proteina FUS / TLS è stata inizialmente identificata come proteina di fusione (FUS-CHOP) generata da traslocazioni cromosomiche nei tumori umani, in particolare liposarcomi. In questi casi, il promotore e la parte N-terminale di FUS / TLS vengono traslocati nel dominio C-terminale di vari fattori di trascrizione del DNA (ad es. CHOP ) che vanno a costituire un dominio di attivazione trascrizionale forte nelle proteine di fusione.
In precedenza, FUS / TLS è stata identificata in modo indipendente col nome di proteina hnRNP P2 e classificata come subunità di un complesso coinvolto nella maturazione del pre-mRNA.

## Struttura
FUS / TLS è un membro della famiglia di proteine TET che include anche la proteina EWS, il fattore associato alla proteina TATA-legante (TBP) (TAFII68 / TAF15 ) e la proteina Drosophila cabeza / SARF.
FUS / TLS, EWS e TAFII68/TAF15 hanno una struttura simile caratterizzato da una regione N-terminale ricca di QGSY, una sequenza di riconoscimento dell'RNA (RNA recognition motif, RRM) altamente conservata, numerose ripetizioni RGG, i cui residui di arginina (R) subiscono una complessa dimetilazione e un motivo a dita di zinco sulla zona C-terminale.

## Funzione
L'estremità N-terminale di FUS sembra essere coinvolta nell'attivazione trascrizionale, mentre l'estremità C-terminale è coinvolta nella legame con proteine e RNA. Inoltre, sono stati identificati in FUS anche i siti di riconoscimento per i fattori di trascrizione AP2, GCF, Sp1 .
Coerentemente, studi in vitro hanno dimostrato che FUS / TLS lega l'RNA, il DNA a filamento singolo e a doppio filamento (anche se quest'ultimo con affinità inferiore).  La specificità della sequenza di legame FUS / TLS con l'RNA o il DNA non è stata ben stabilita; tuttavia, utilizzando la selezione in vitro (SELEX), è stato identificato un motivo GGUG comune in circa la metà delle sequenze di RNA legate da FUS / TLS. Successivamente è stato proposto che il motivo GGUG sia riconosciuto dal dominio a dita di zinco e non da RRM. Inoltre, FUS / TLS sembra leghi una regione relativamente lunga nella regione 3' non tradotta (3' UTR) dell'mRNA della proteina di actina-stabilizzante Nd1-L, suggerendo che invece di riconoscere sequenze brevi specifiche, FUS / TLS o interagisce contemporaneamente con più motivi leganti l'RNA o riesce a distinguere le conformazioni secondarie. FUS / TLS è stato anche proposto per legare in vitro RNA telomerico umano (UUAGGG)4 e il DNA telomerico umano a filamento singolo.
Oltre al legame con l'acido nucleico, è stato anche identificata una certa associazione tra FUS / TLS e fattori proteici che influenzano (in maniera generale o specializzata) l'inizio della trascrizione. Infatti, FUS / TLS interagisce con diversi recettori nucleari e con fattori di trascrizione gene-specifici come Spi-1 / PU.1 o NF-κB . Si associa anche con il macchinario trascrizionale generale e può influenzare l'inizio della trascrizione e la selezione del promotore interagendo con l'RNA polimerasi II e col complesso TFIID. Recentemente, è stato anche dimostrato che FUS / TLS reprime la trascrizione dei geni RNAP III e co-immunoprecipita con TBP e il complesso TFIIIB.

### Riparazione del DNA mediata dal FUS
FUS appare molto rapidamente nei siti di danno al DNA, il che suggerisce che FUS partecipi nella riparazione del DNA .  La funzione di FUS nella risposta al danno del DNA nei neuroni comporta un'interazione diretta con l'istone deacetilasi 1 (HDAC1 ). Il reclutamento di FUS su siti di rottura a doppio filamento è importante per la segnalazione del danno e per la sua riparazione.  La perdita di funzione di FUS determina un aumento del danno al DNA nei neuroni. Le mutazioni nella sequenza di localizzazione nucleare in FUS alterano la risposta al danno dipendente da poli (ADP-ribosio) polimerasi (PARP).  Questo deterioramento porta alla neurodegenerazione e alla formazione di aggregati FUS. Tali aggregati FUS sono un segno patologico della malattia neurodegenerativa della sclerosi laterale amiotrofica (SLA).

## Significato clinico
Il riarrangiamento del gene FUS è stato implicato nella patogenesi sia del liposarcoma missoide sia del sarcoma fibromissoide di basso grado.
Nel 2009 due gruppi di ricerca separati hanno analizzato 26 famiglie non imparentate che presentavano un fenotipo SLA di tipo 6 e hanno trovato 14 mutazioni nel gene FUS .
Successivamente, FUS si è anche rivelato essere una proteina significativa in un sottogruppo di demenze lobari frontotemporali (FTLD). Le entità patologiche al momento considerate come sottotipi di FTLD-FUS sono la degenerazione lobare frontotemporale atipica con inclusioni ubiquitinate (aFTLD-U), la malattia da inclusioni neuronali di filamenti (NIFID) e la malattia da corpi di inclusione basofili (BIBD), che, insieme a SLA- FUS, comprende le FUSopatie.
FTLD è il termine patologico per la sindrome della demenza frontotemporale (FTD). FTD differisce dalla più comune demenza di Alzheimer in quanto la memoria è relativamente ben conservata; al contrario, la malattia presenta un fenotipo anomalo a livello del lobo temporale. La variante comportamentale della demenza frontotemporale (bvFTD), l'afasia progressiva non fluente (PNFA) e la demenza semantica (SD) sono le tre manifestazioni cliniche meglio caratterizzate.

### Meccanismo tossico nella SLA
Il meccanismo tossico con cui il FUS mutante causa la SLA non è attualmente chiaro. È noto che molte delle mutazioni legate alla SLA si concentrano nel suo segnale di localizzazione nucleare collocato sulla regione C-terminale. Infatti, solo dopo eventi di mutazione di questo tipo, FUS va a localizzarsi nel citoplasma anziché nel nucleo, dove invece va ad addensarsi FUS privo di mutazioni. Ciò suggerisce che lo sviluppo della SLA può derivare o da una perdita della funzione nucleare di FUS o da una sua attività tossica nel citoplasma. Molti ricercatori sono più propensi a ritenere corretto il modello secondo cui FUS ha un'attività tossica nel citoplasma, dal momento che topi che non esprimono FUS (dunque dove non persiste alcuna funzione nucleare della proteina) non sviluppano evidenti sintomi riconducibili alla SLA.

## Interazioni
FUS ha dimostrato di interagire con:
- FUSIP1 / SRSF10[30]
- HDAC1[31]
- ILF3,[32]
- PRMT1,[33][34][35]
- RELA,[21]
- RNA polimerasi II (dominio C-terminale)[36]
- SPI1,[20] e
- TNPO1 .[37][38]